# Лесной (Дубовский район)
Лесно́й — хутор в Дубовском районе Ростовской области.
Входит в состав Барабанщиковского сельского поселения.

## Население
| 2002 |
| ---- |
| 119  |

| 1989 | 2002 | 2010 |
| ---- | ---- | ---- |
| 150  | ↘120 | ↗141 |

## География
На хуторе имеются две улицы: Лесная и Чабанная.